# Klemmknoten
Klemmknoten sind Knoten, die eine Leine an eine stehende Leine derart befestigen, so dass sie bei Zug selbst blockieren. Meist können sie bei Entlastung entlang der stehenden Leine verschoben werden.
Die Zugkraft wird durch ein zweites anzubringendes Seil hauptsächlich in axialer Richtung auf das unter Zug bzw. Last stehende Seil oder Tau gebracht.

## Wirkungsweise und Verwendung

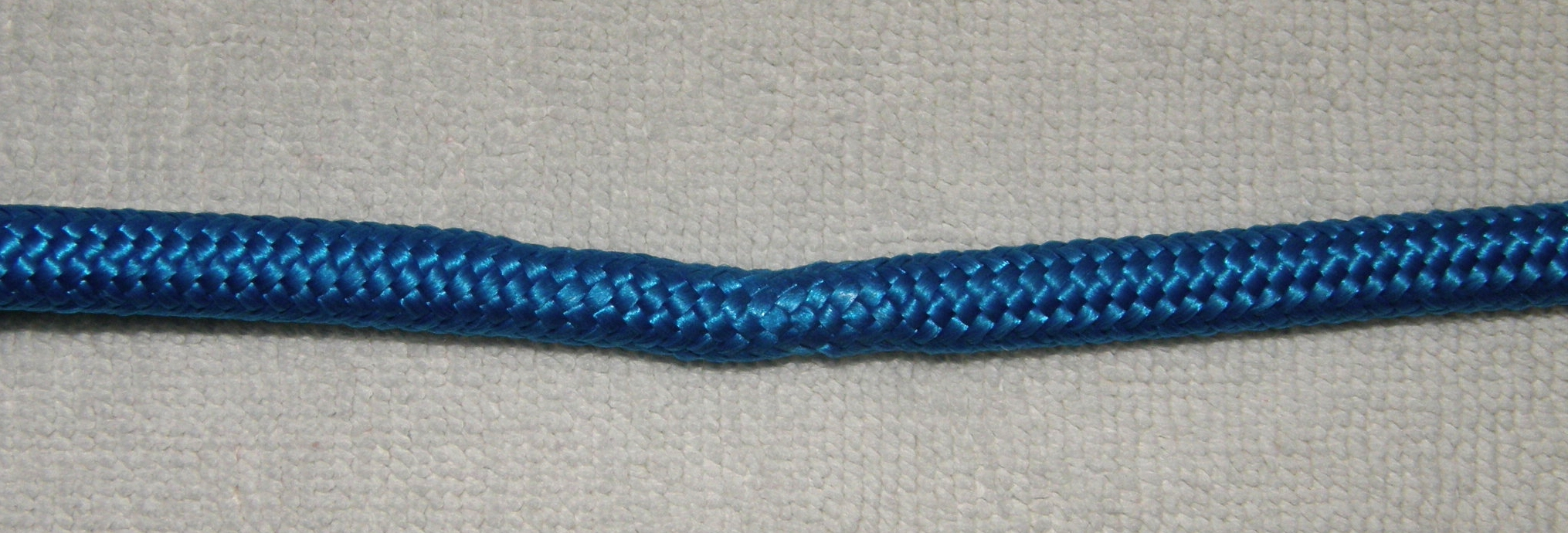
Sichtbare Deformierung nach dem Aufknoten, hervorgerufen durch zuvor stark belasteten Klemmknoten.

Die Wirkungsweise beruht auf einem Klemm-Effekt. Je stärker der Knoten belastet wird, umso stärker bekneift er das dazwischen liegende, eingeklemmte Seil. Auffällig sind die vielen Törns, die den meisten Klemmknoten zu Grunde liegen. Durch eine größere Anzahl der Törns kann bei vielen Klemmknoten eine stärkere Haltekraft erreicht werden. Die Besonderheit der Klemmknoten ist, dass sie nach Belastung verlässlich wieder öffnen. Auch das ist mit steigender Zahl der Törns zunehmend gewährleistet. Zu viele Windungen machen die meisten Klemmknoten aber instabil, die optimale Anzahl der Windungen hängt vom Verhältnis der Dicke des Knotenseils zur Dicke des umknoteten Seils ab, wofür es je nach Verwendung Erfahrungsgrößen gibt.
Der Anwendungsbereich ist vielseitig und bezieht sich auf all diejenigen, welche mit Seilen in Verbindung gebracht werden, beispielsweise:
- Segelschiffe
- Verlässlich nachführbare Trittschlaufen: Bergsteigen (Selbstrettung aus der Gletscherspalte, Aufsteigen am Freiseil und Ähnliches)
- Technisches Klettern/Baumklettern (SKT)
- Höhlenklettern mit Einseiltechnik (SRT) und andere Spezialklettertechniken

## Beispiele

### Einsträngig belastete Klemmknoten

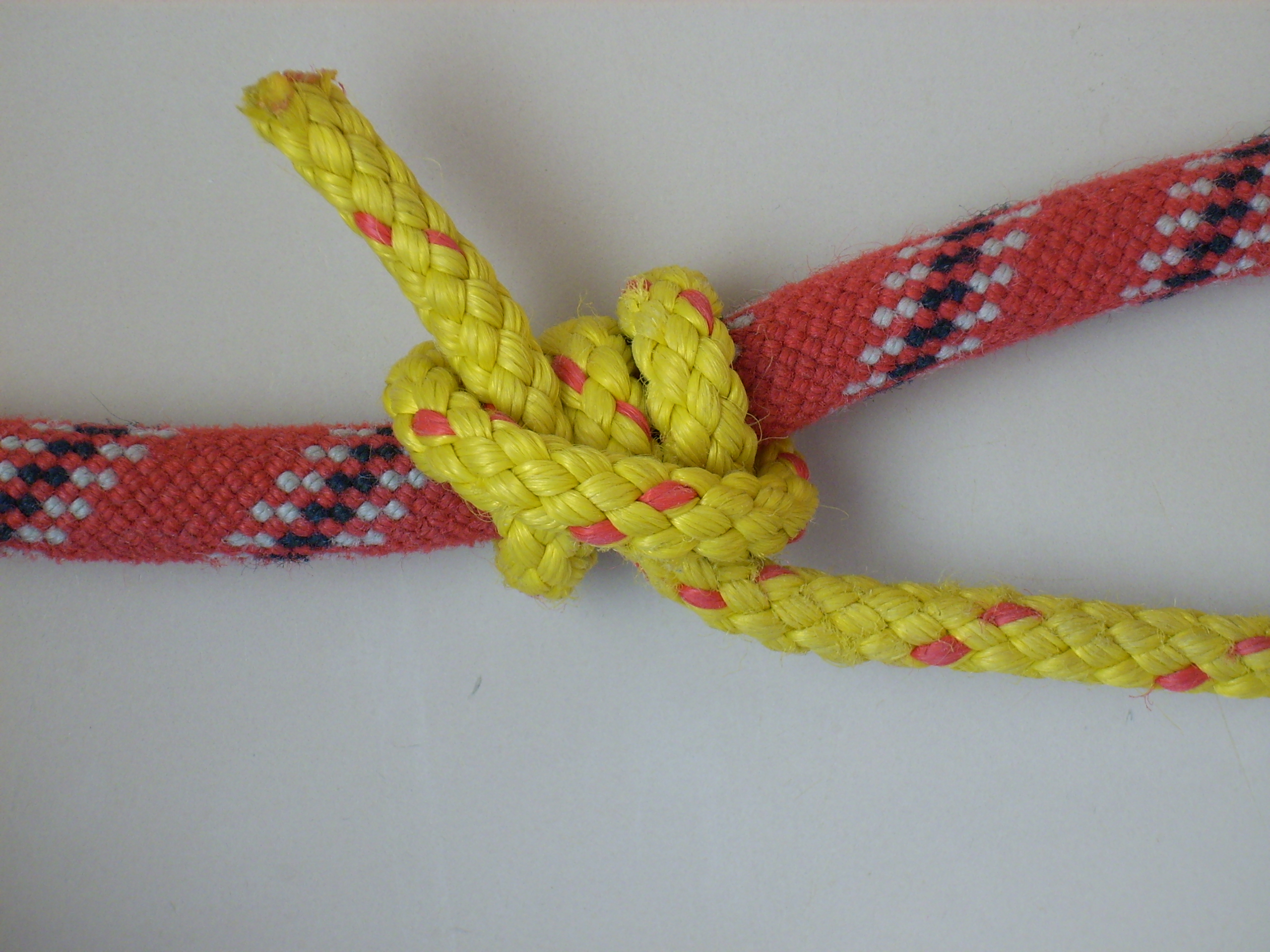
Stopperstek
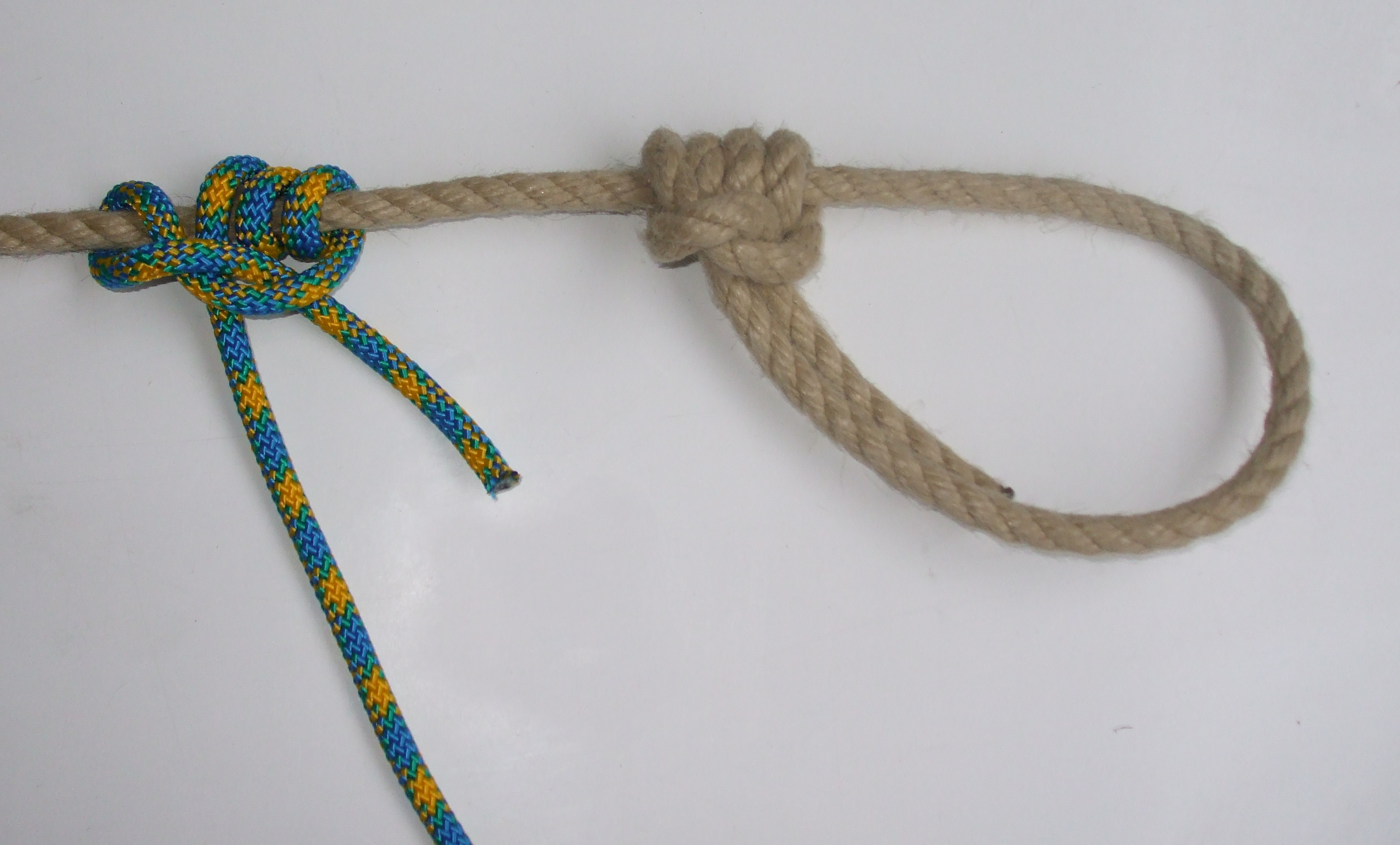
Tarbuck-Knoten & Schlaufe
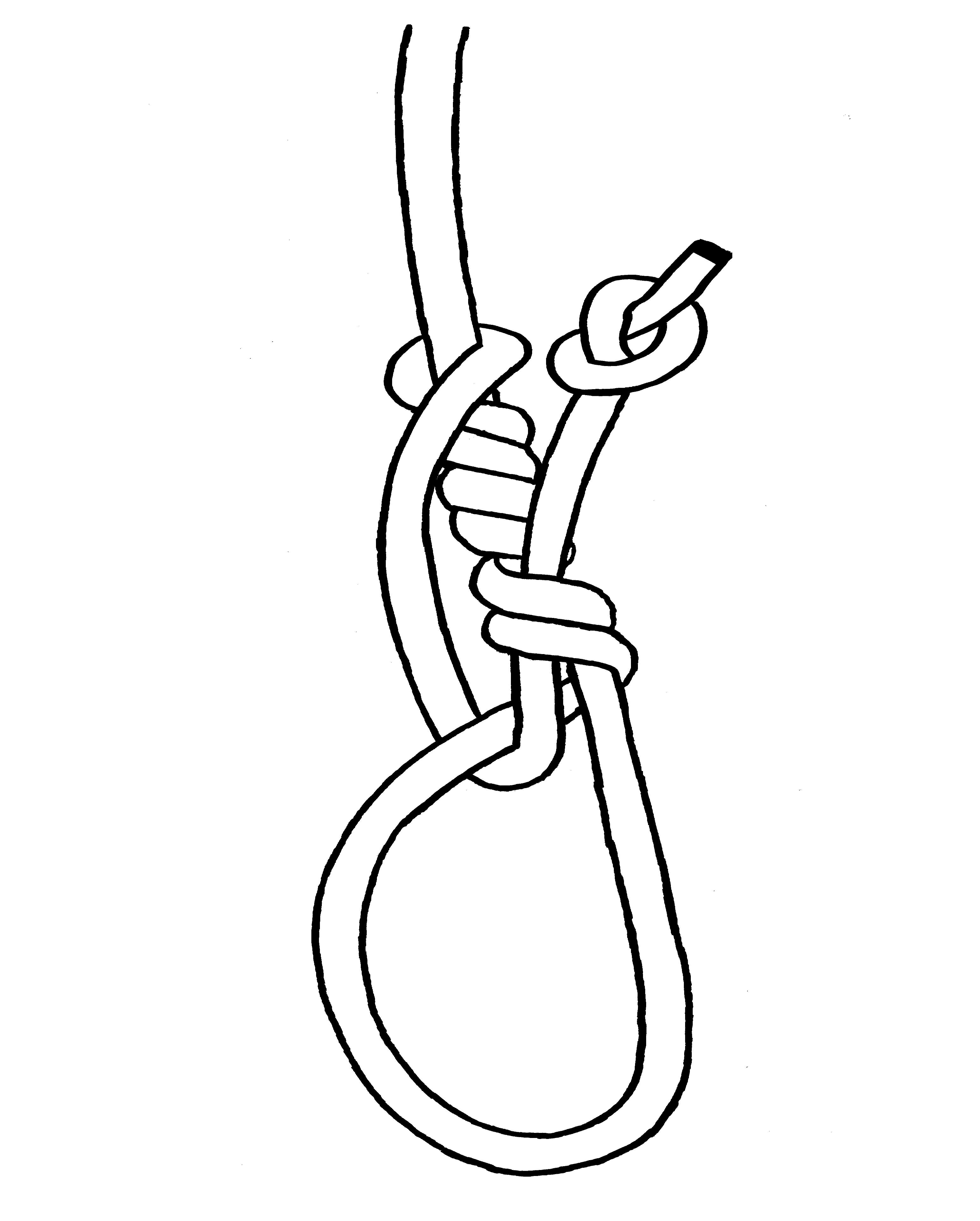
Blake-Knoten bzw. Prohaska mit Schlaufe
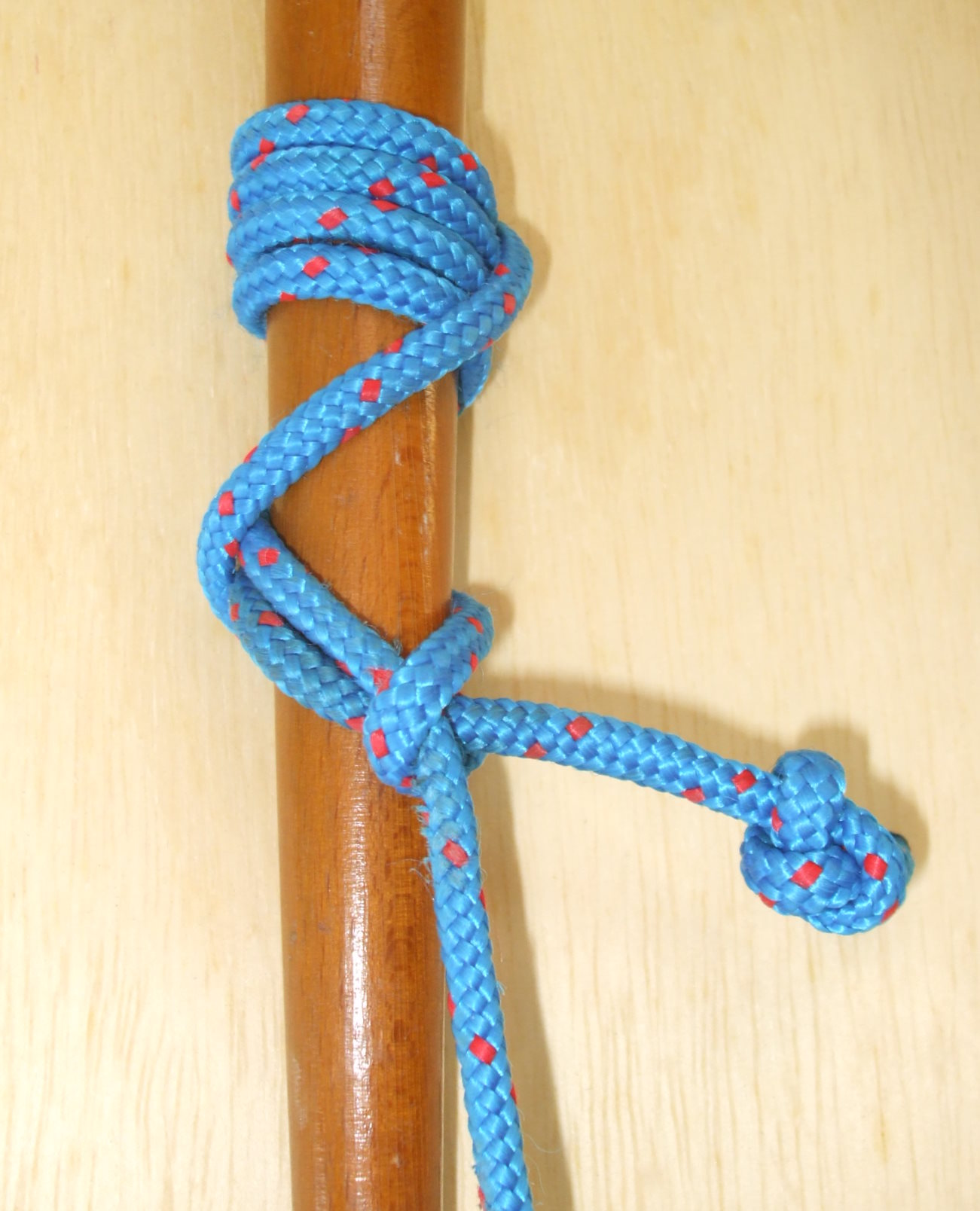
Eiszapfenstek
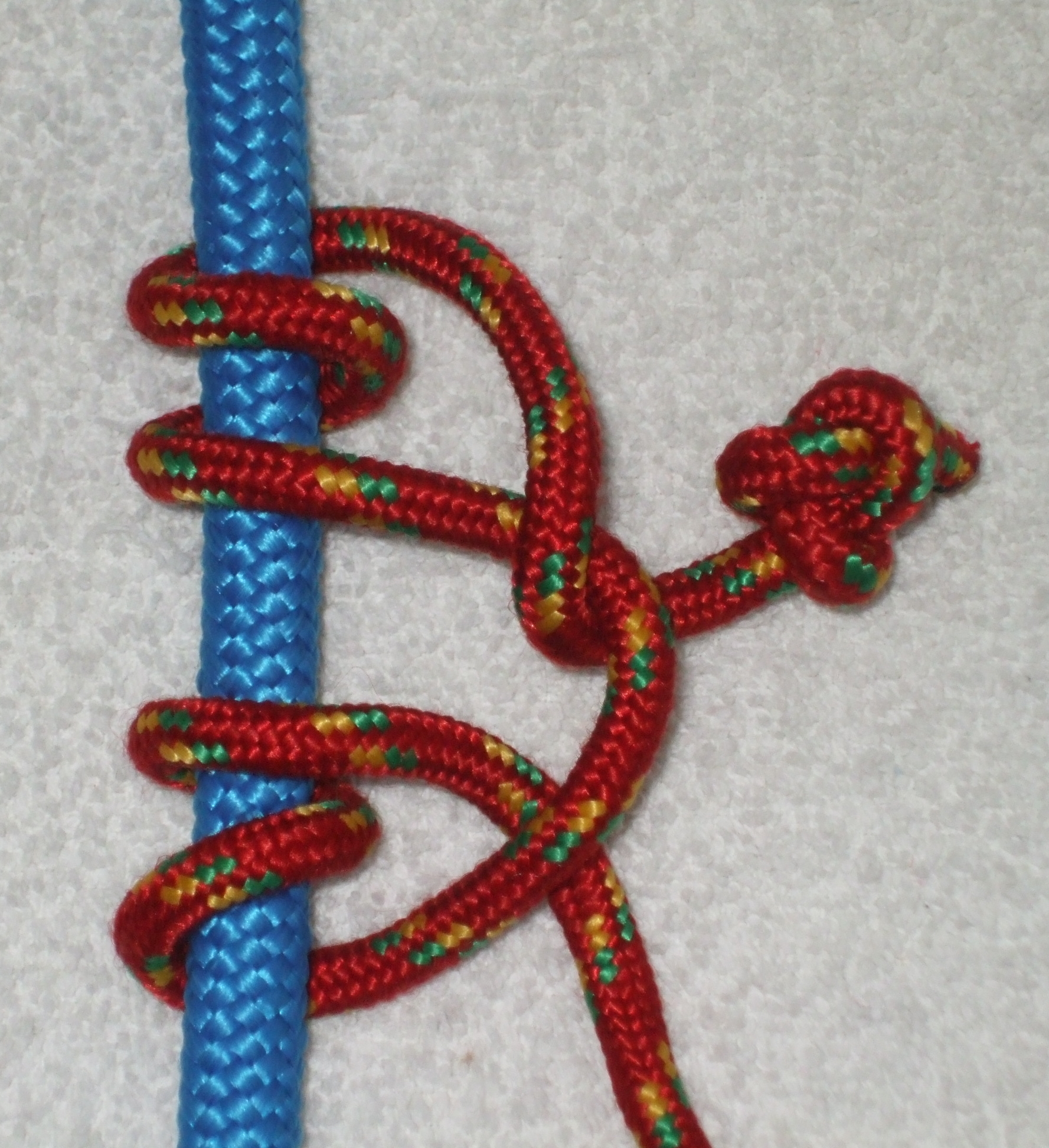
Prusikknoten mit Stopperknoten am oberen Strang

Im Ashley-Buch der Knoten findet sich unter Nummer 1740 ein einsträngig belastbarer Knoten.
Er beginnt mit zwei Törns (Wicklungen) um die stehende Part nach unten, anschließend überkreuzen der beiden Wicklungen nach oben.
Erneut zwei weitere Törns im gleichen Drehsinn nach oben.
Danach wird das Ende unter der Überkreuzung absteigend parallel zum Ausgangspunkt zurück durchgesteckt. Am Schluss muss er noch festgezogen werden, um eine Anfangsreibung zu gewährleisten.
Falls der Knoten sich bei einer ersten Testbelastung verschiebt, muss er stärker festgezogen werden. Dabei abwechselnd das Seilende und das parallele Gegenstück festziehen.
Wird der dichtgeholte Knoten belastet, bekneift (klemmt) er sich jedoch stark und lenkt sogar die stehende Part, je nach Seilmaterial und Belastung, bis maximal rechtwinklig aus, z. B. wenn ein Lastwechsel erfolgte oder das zuvor belastete Seil gekappt wird.

### Zweisträngig belastete Klemmknoten

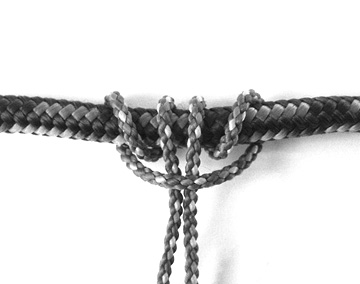
Prusikknoten
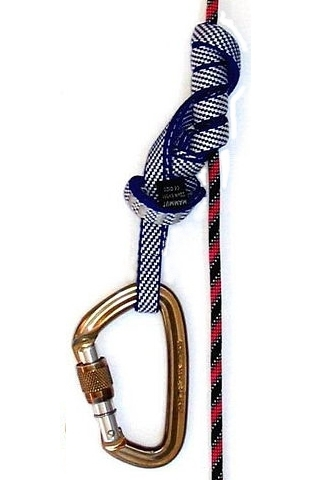
FB-Bandklemmknoten
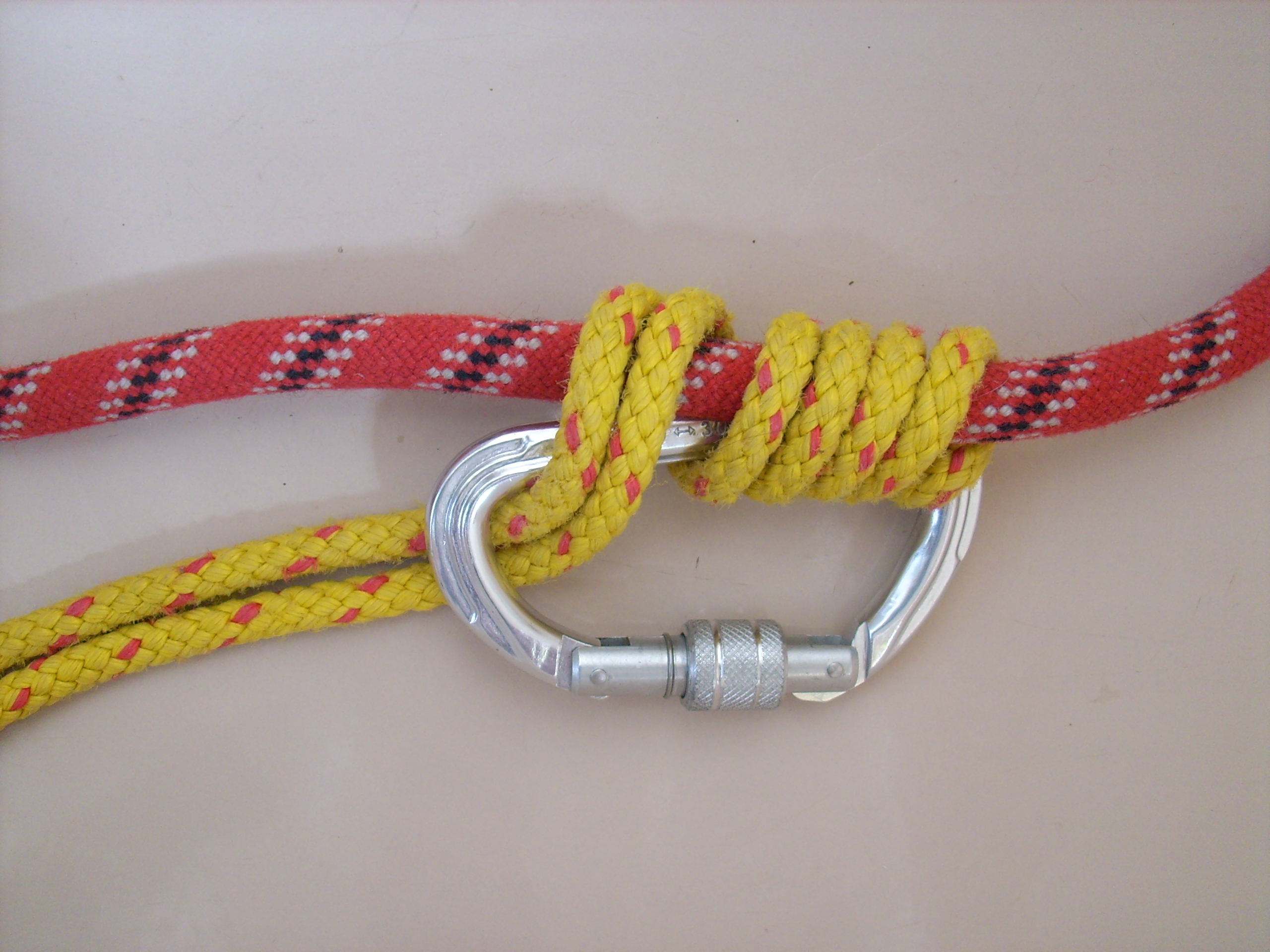
Karabinerklemmknoten
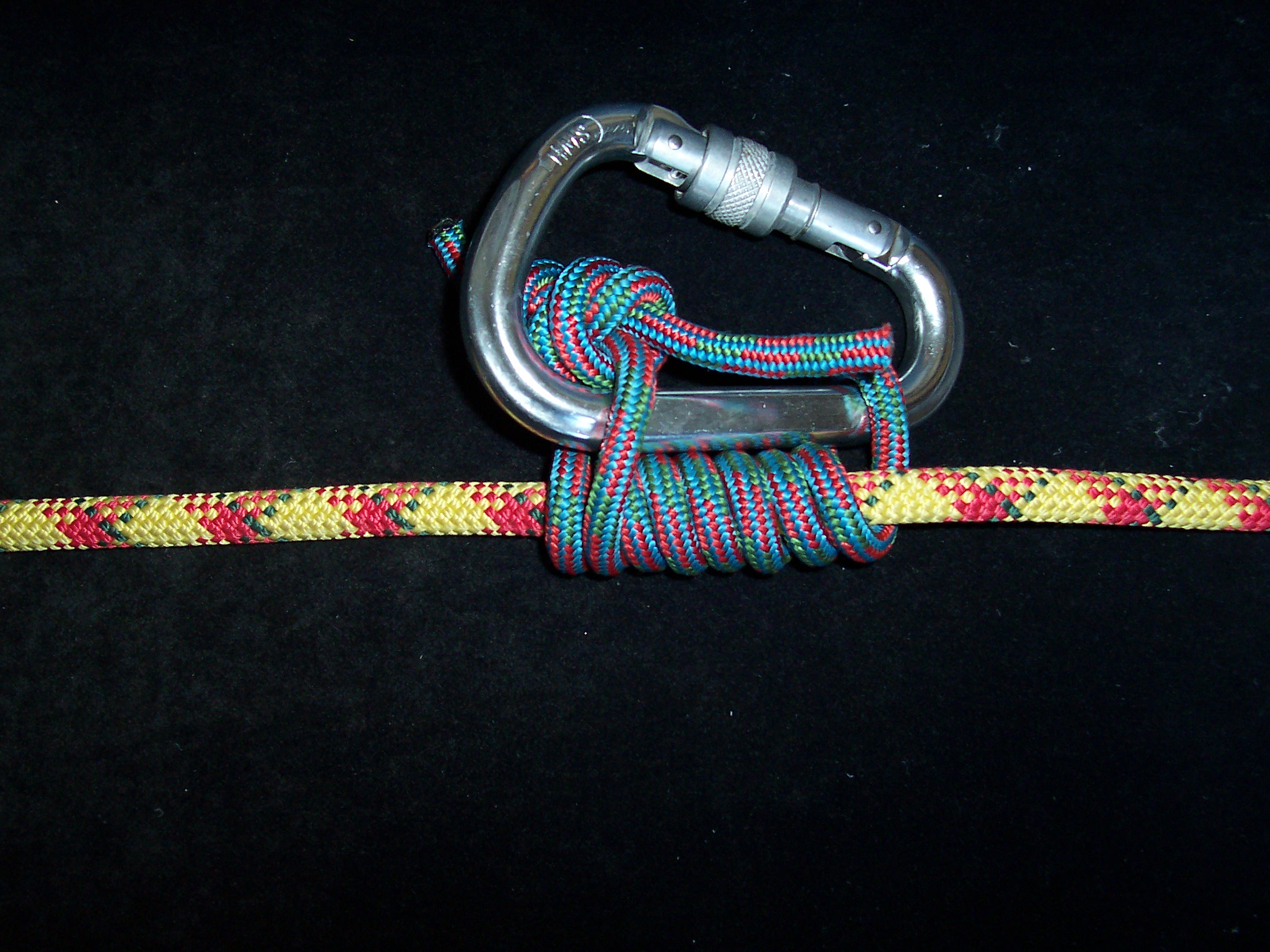
Machard-„Blocker“-Knoten
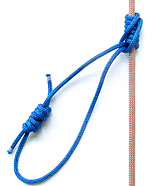
Klemheist
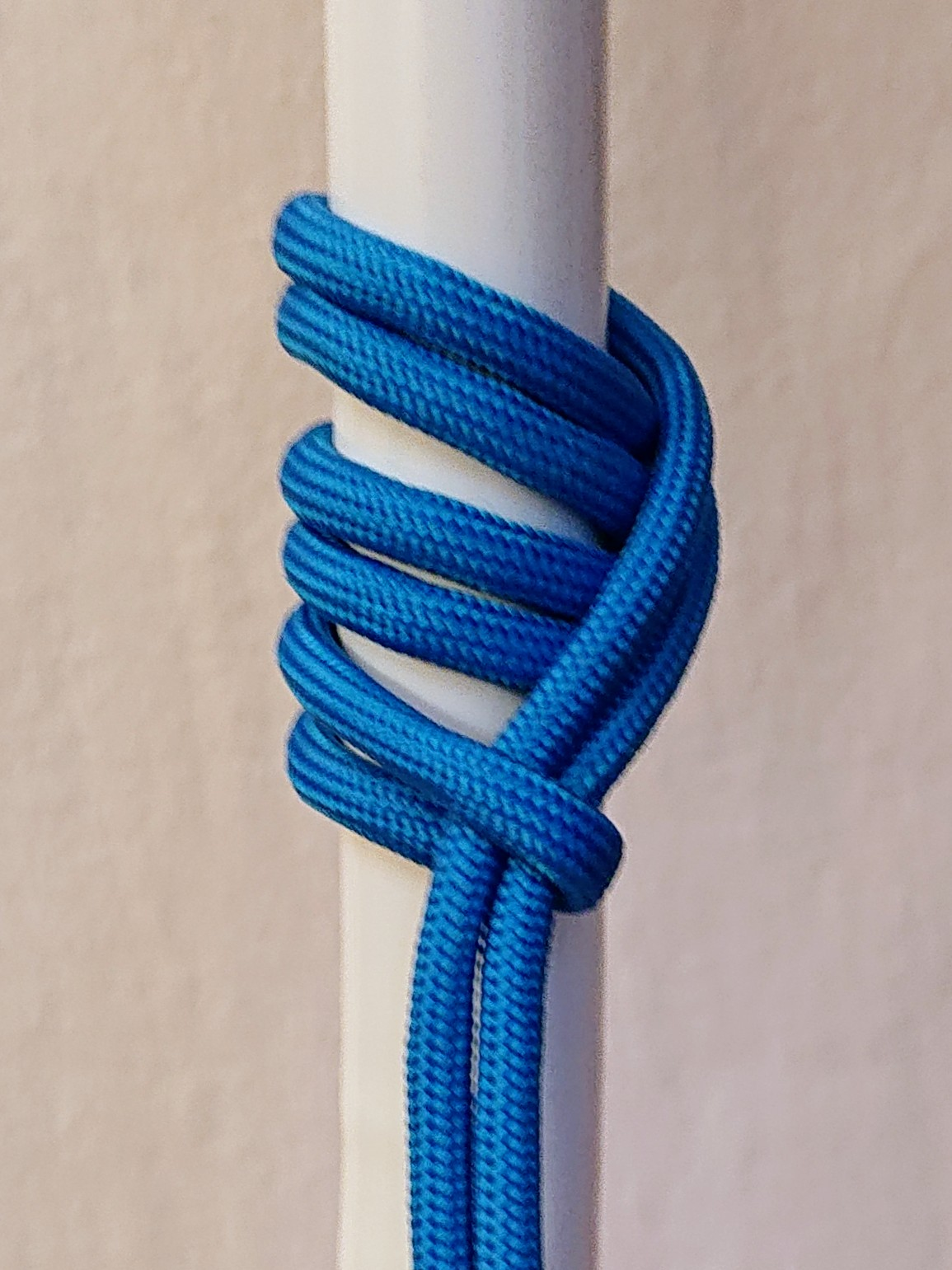
Kreuzklemmknoten
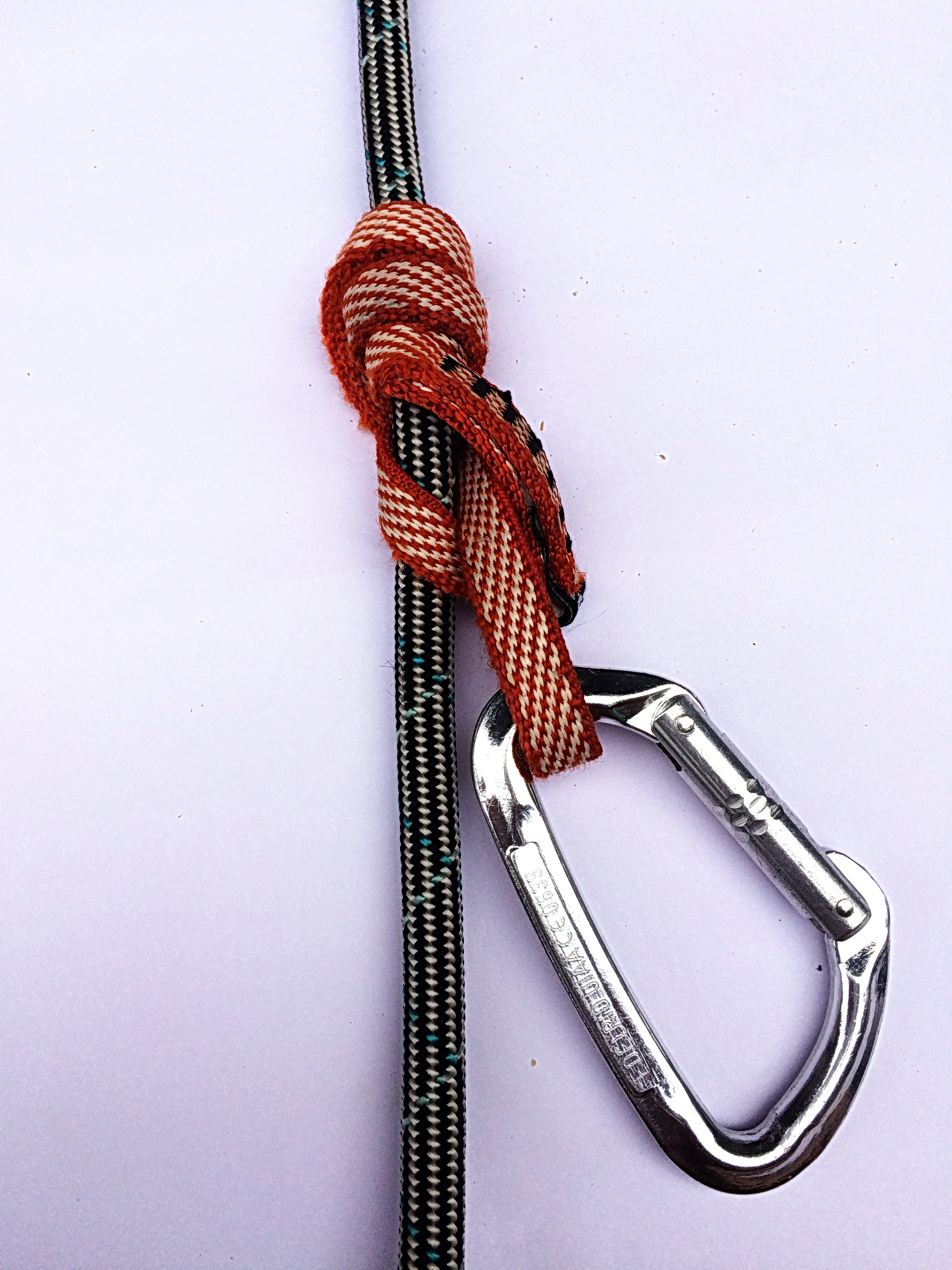
FB-Kreuzklemm
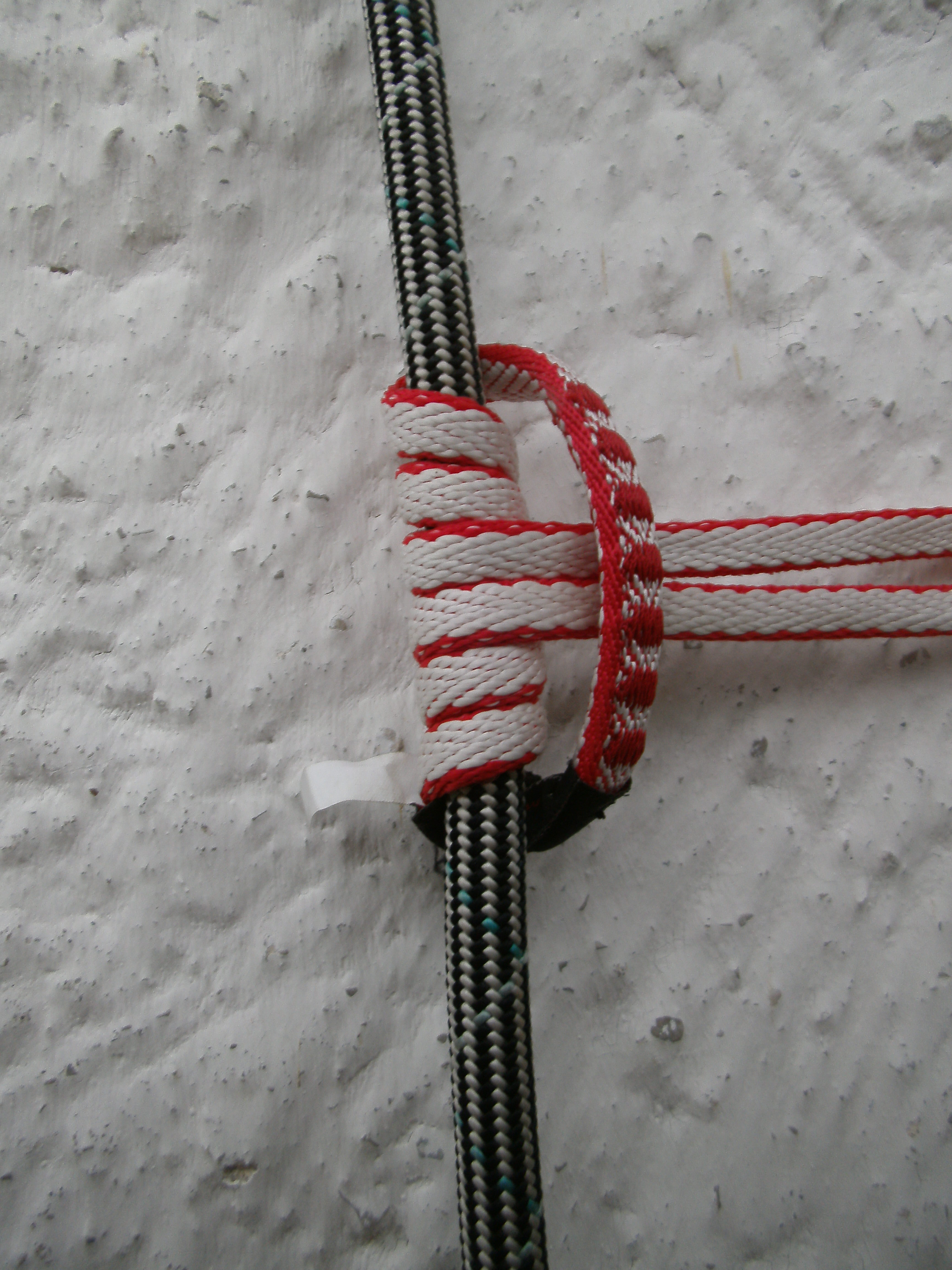
FB-Prusik
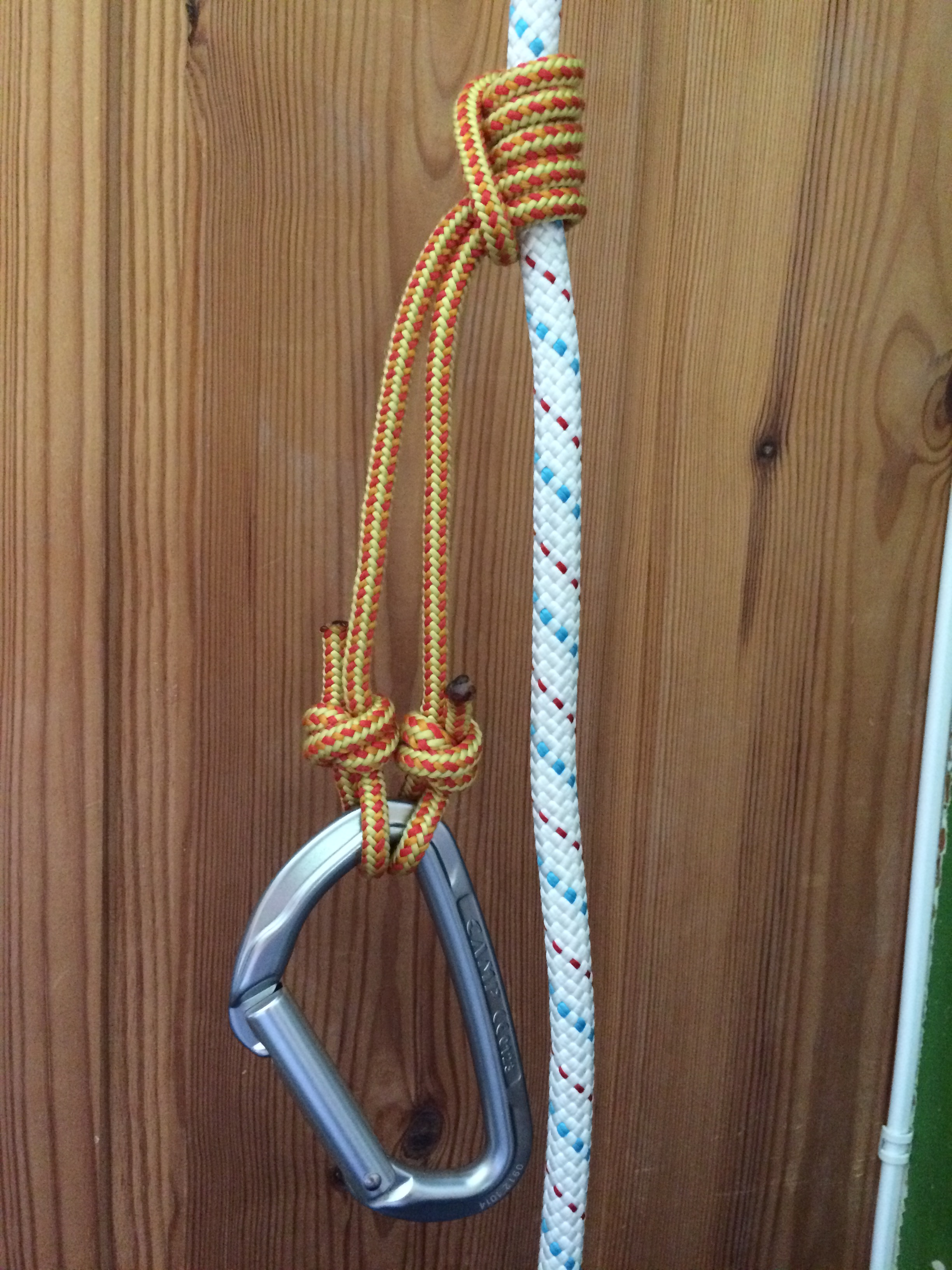
Schwabenprusik
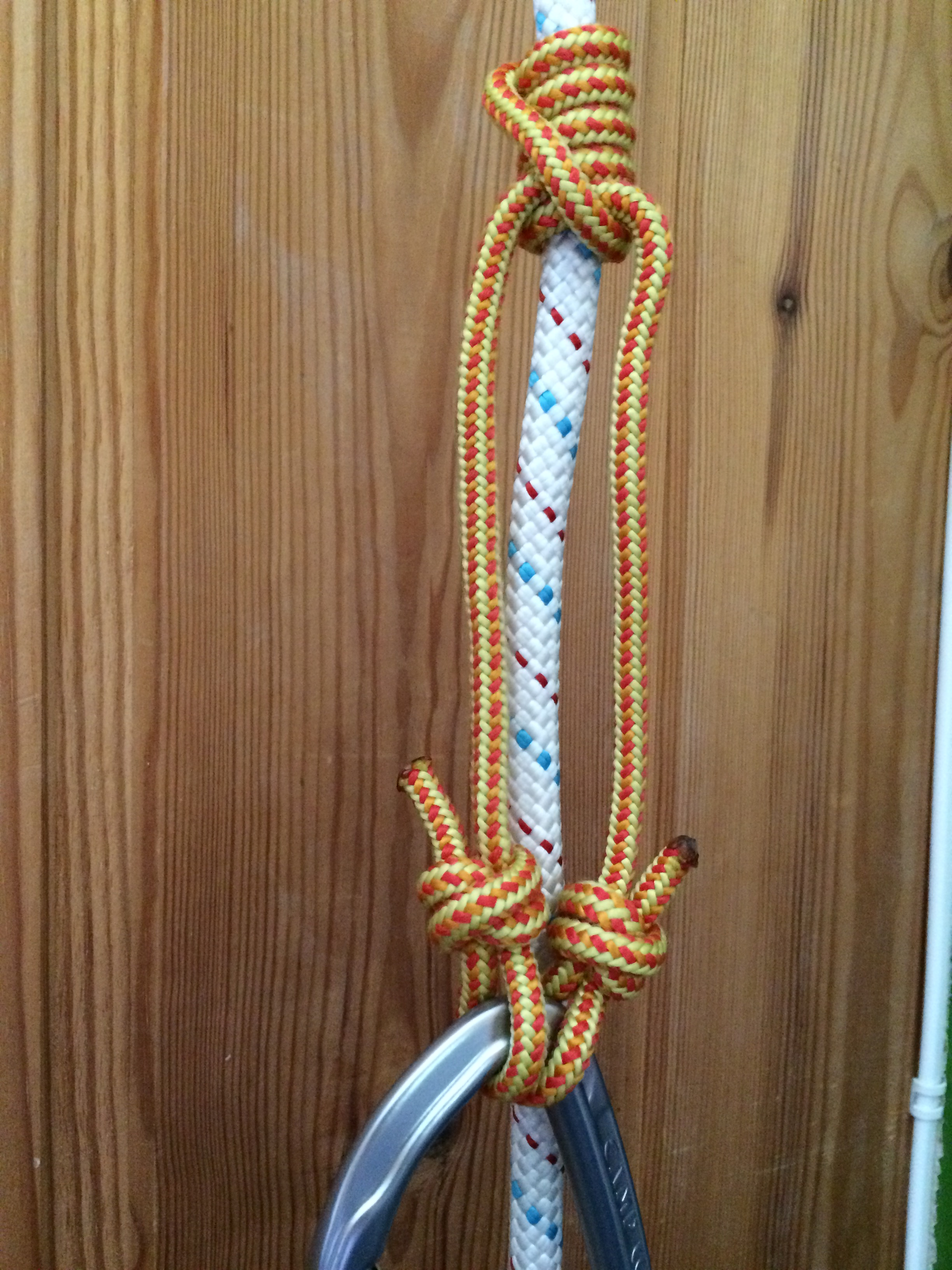
Distelknoten
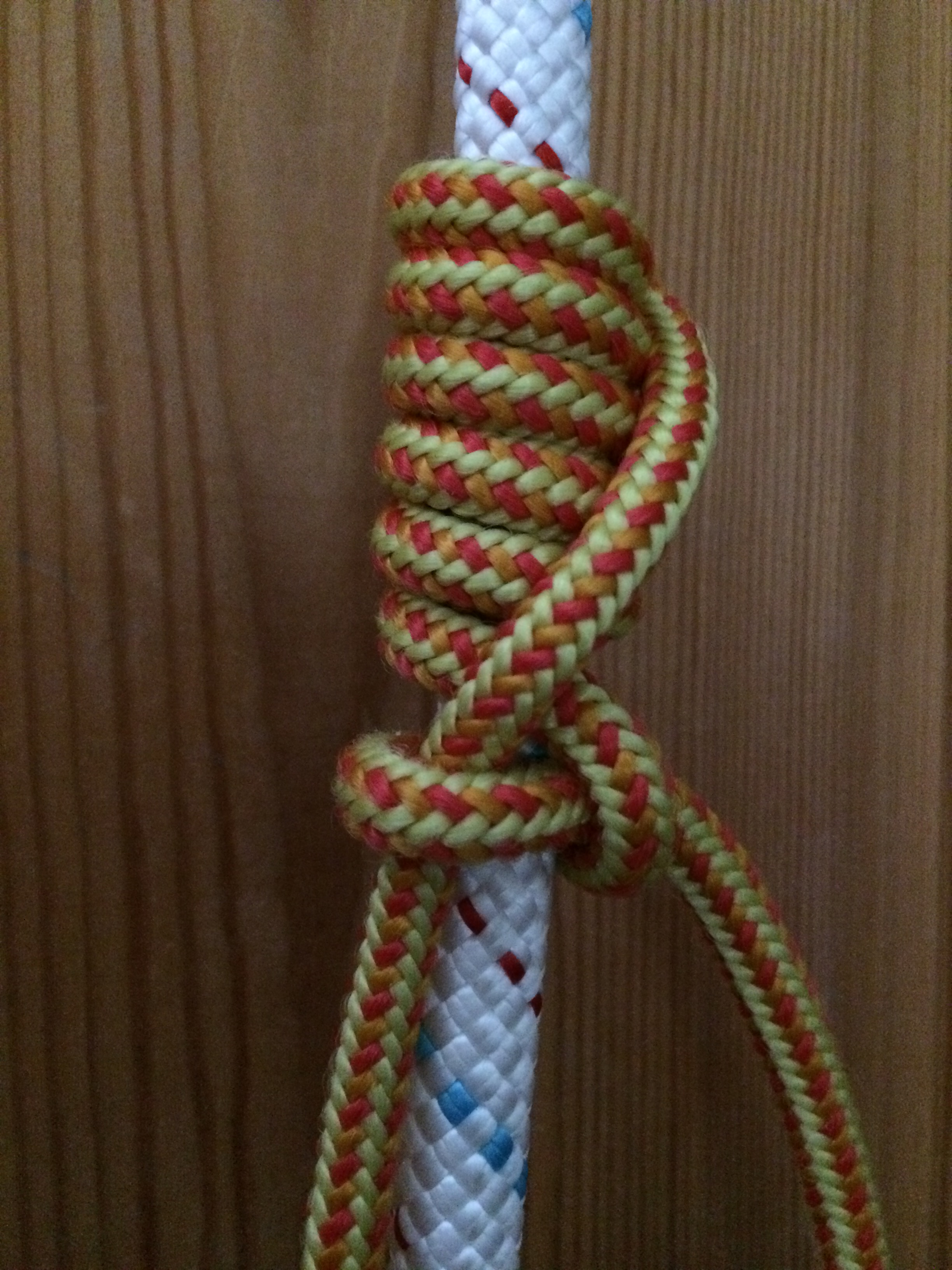
Knut
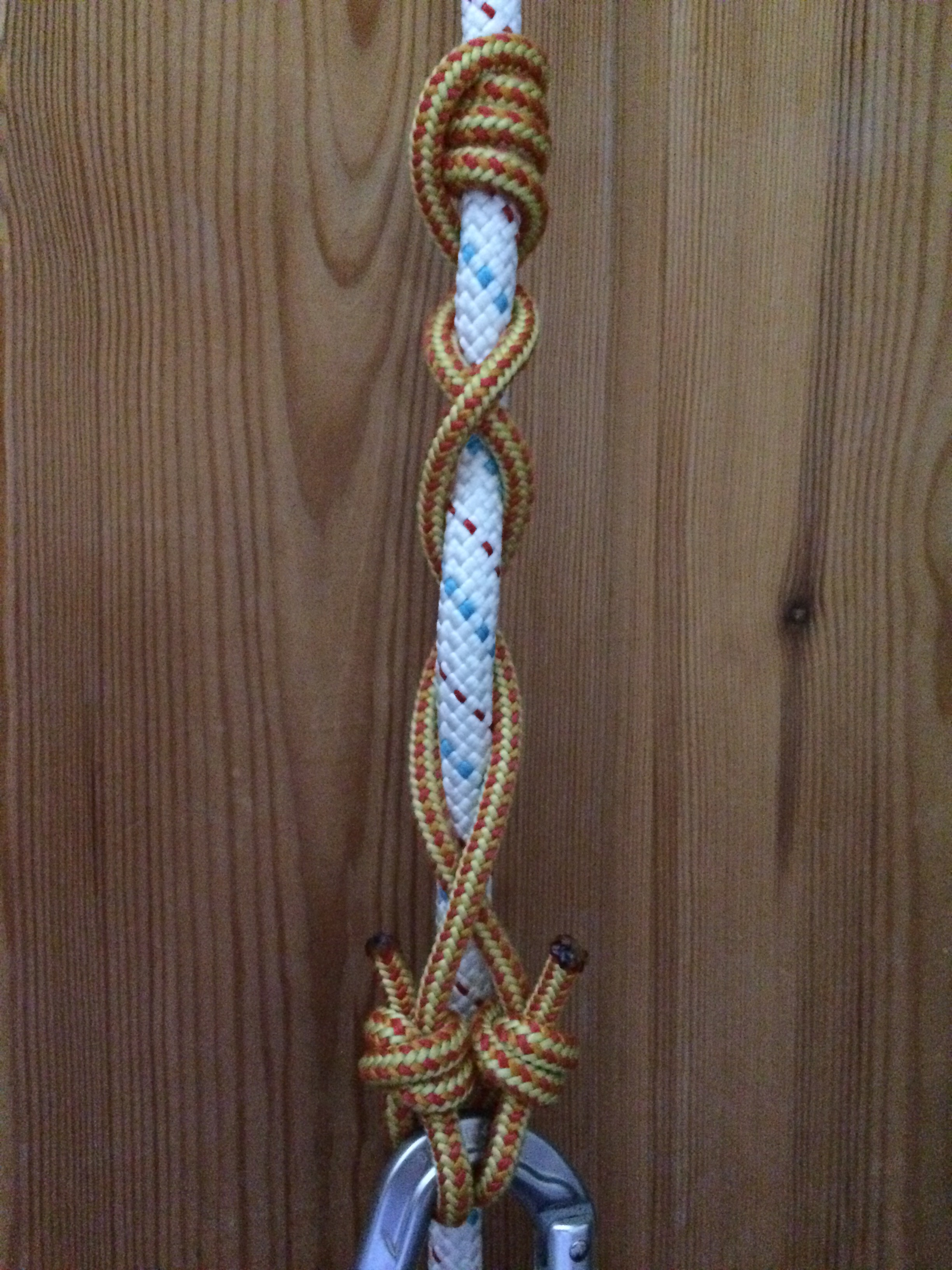
Valdotain Tresse (französischer Prusik)

## Gefahren beim Einsatz eines Klemmknotens als Ersatz für eine Seilklemme
Obwohl die Funktion eines Klemmknotens mit der einer Seilklemme ähnlich ist, wird davon abgeraten, einen Klemmknoten zur Selbstsicherung beim Soloklettern zu verwenden. Denn falls der Knoten nicht weitergeschoben werden kann, weil beide Hände zum Halten und Klettern benötigt werden, entsteht Schlappseil, was bei einem Sturz zu einer hohen Belastung auf den Klemmknoten führt. Der Knoten blockiert dann nicht sofort, sondern rutscht weiter. Die dadurch entstehende Schmelzverbrennung kann ausreichen, die Reepschnur zu zerstören, was zum Absturz des Kletterers führt.